# Список умерших в 1424 году

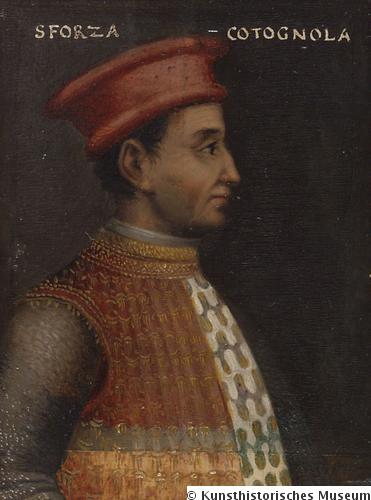
Муцио Аттендоло

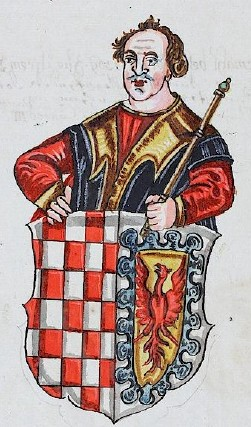
Конрад IV

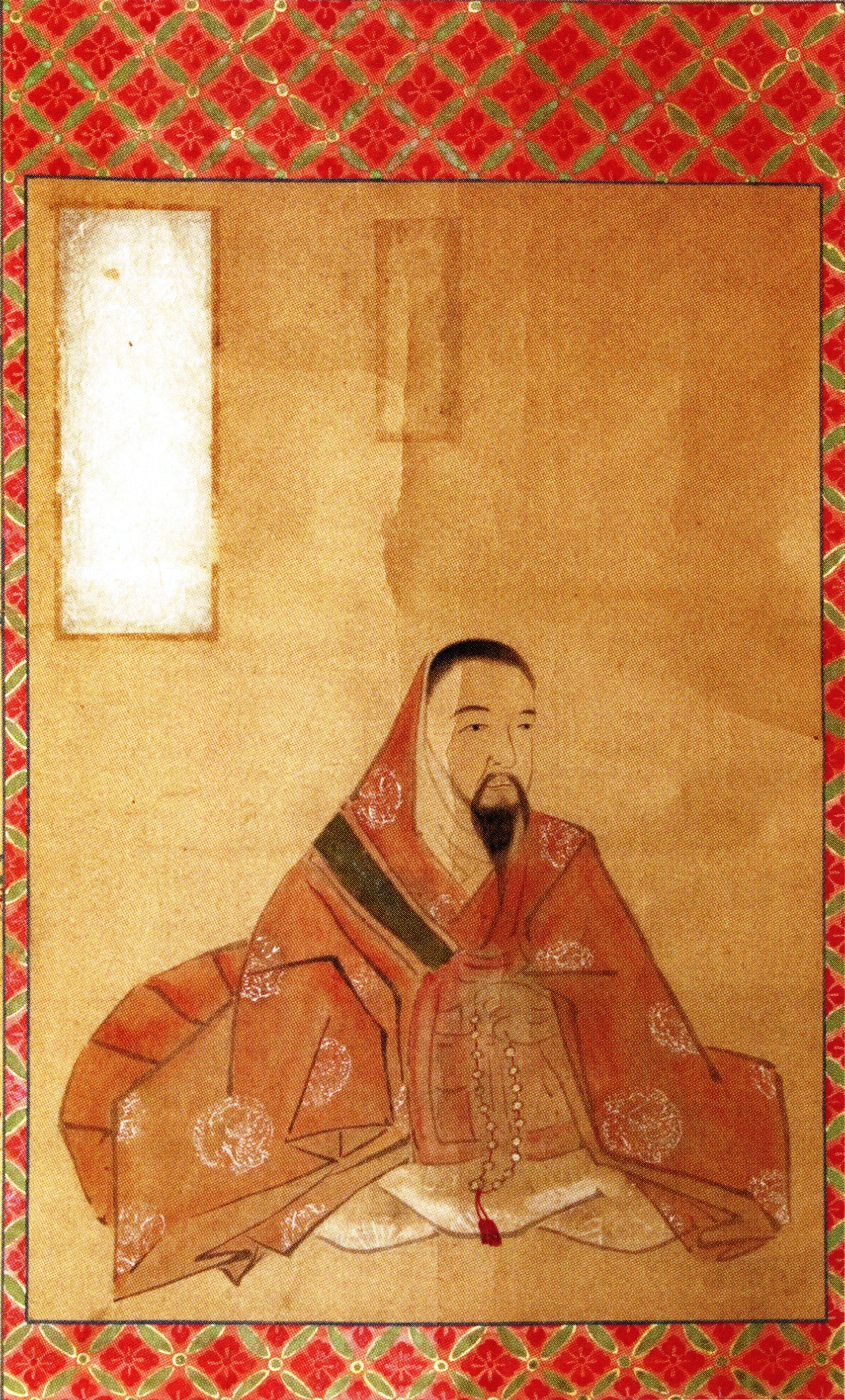
Император Го-Камэяма

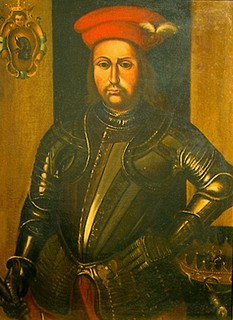
Браччо да Монтоне

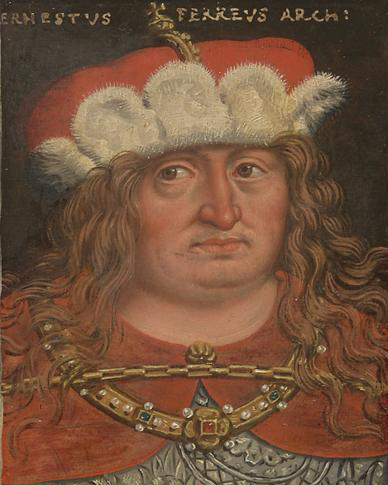
Эрнст Железный

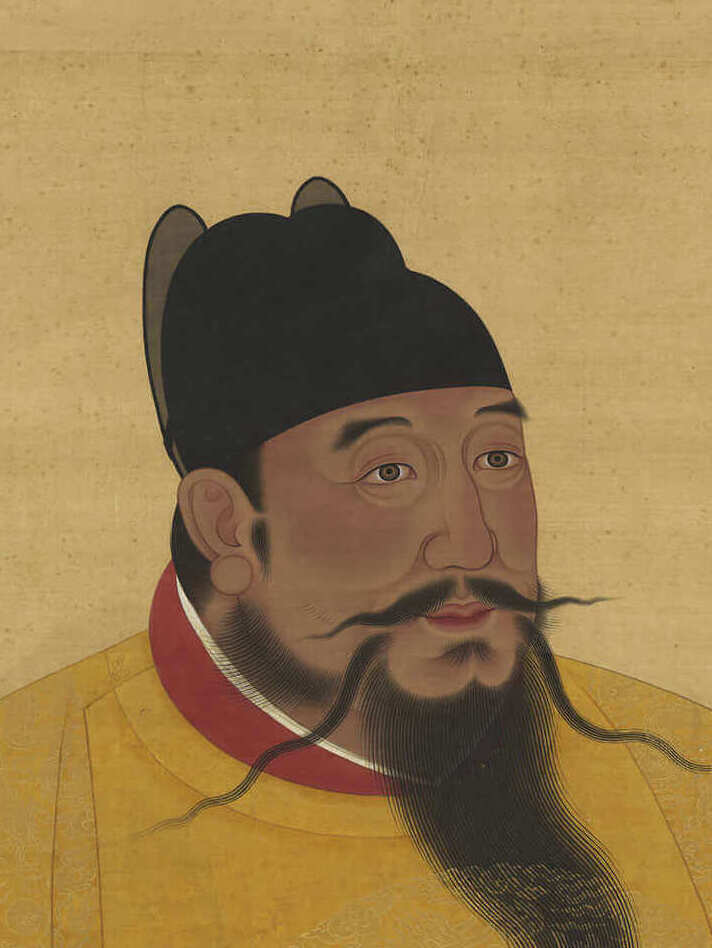
Юнлэ

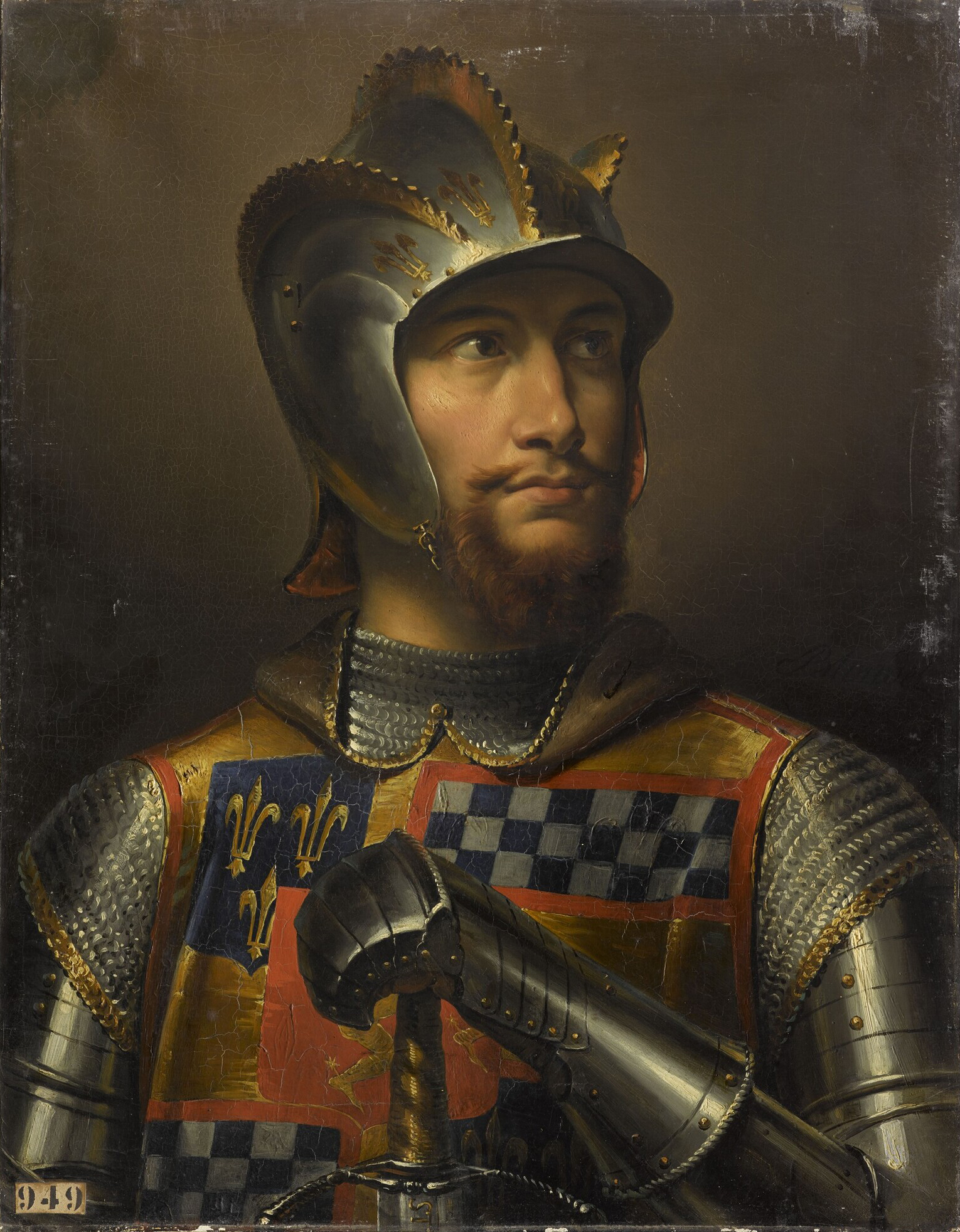
Джон Стюарт, граф Бьюкен

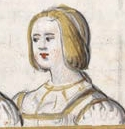
Екатерина Кастильская

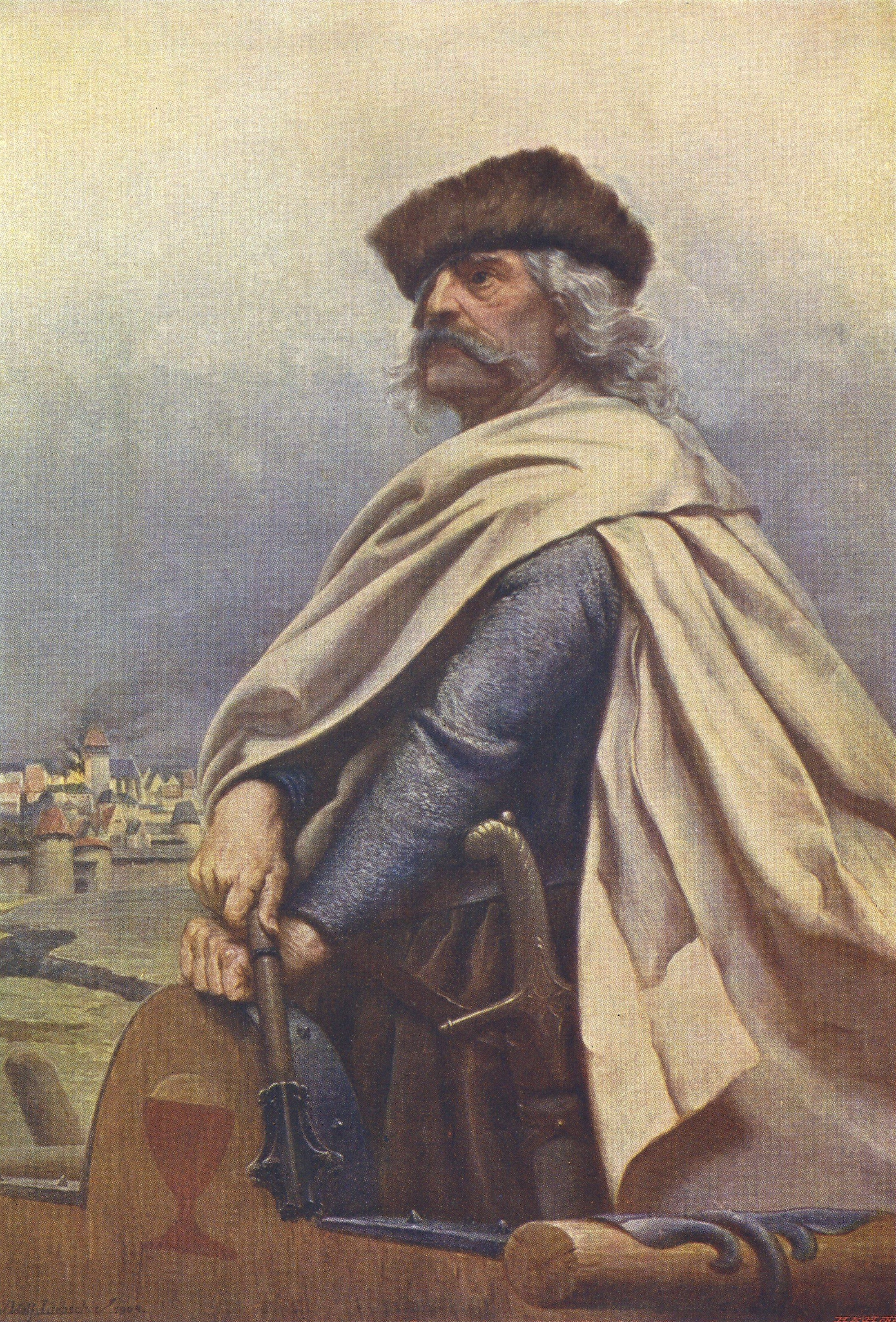
Ян Жижка

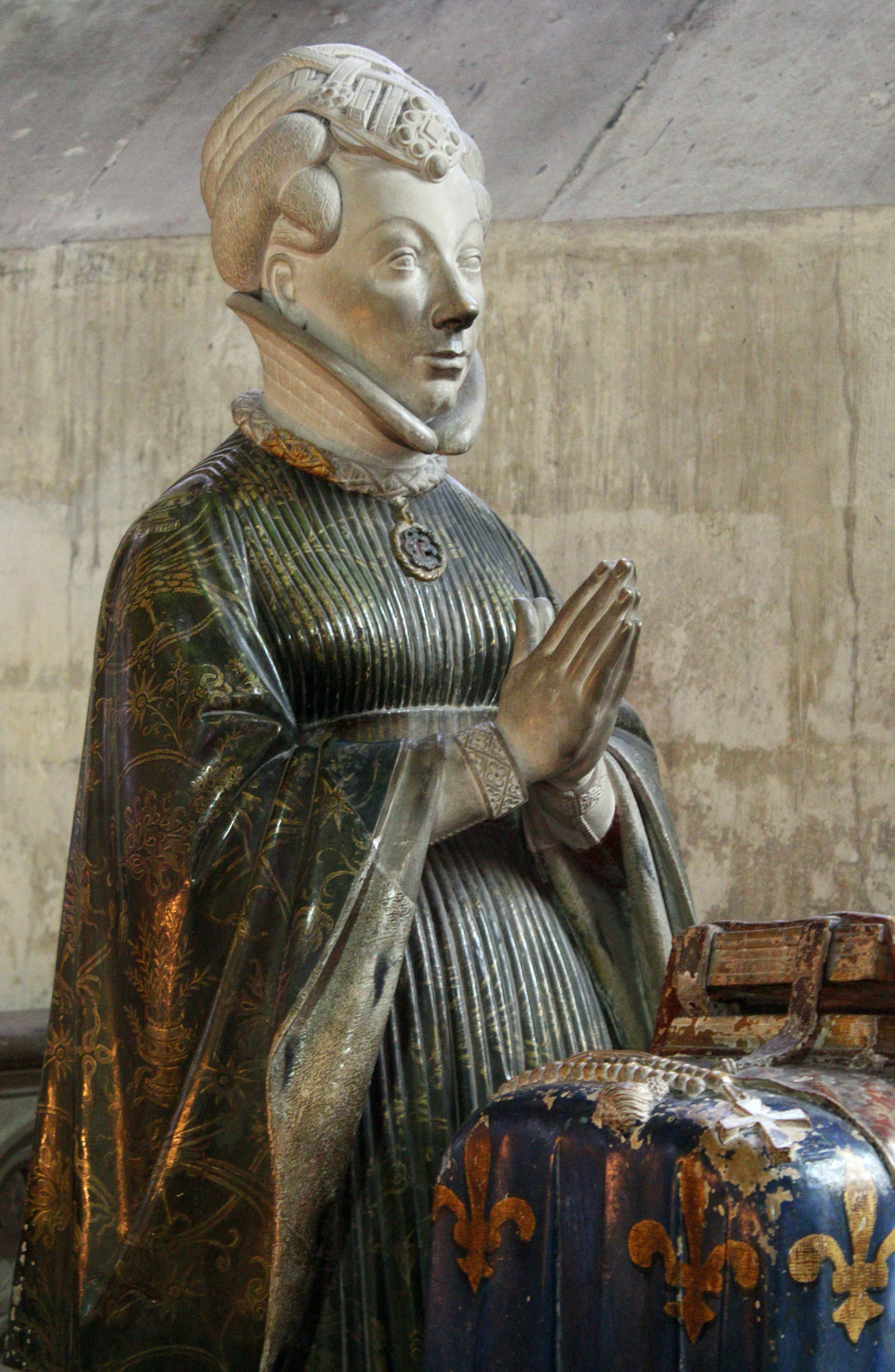
Жанна II Овернская

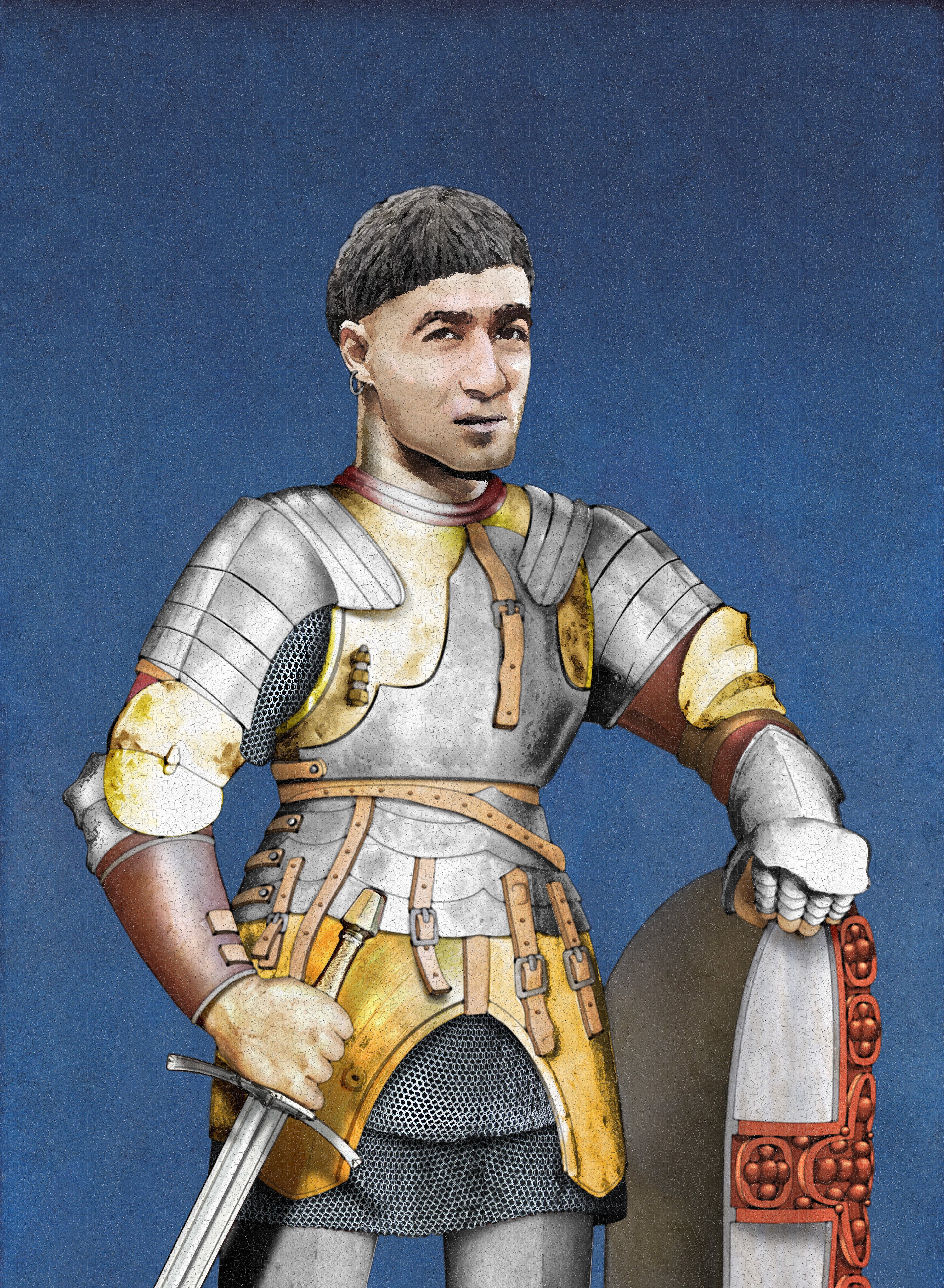
Жорди де Сан-Жорди

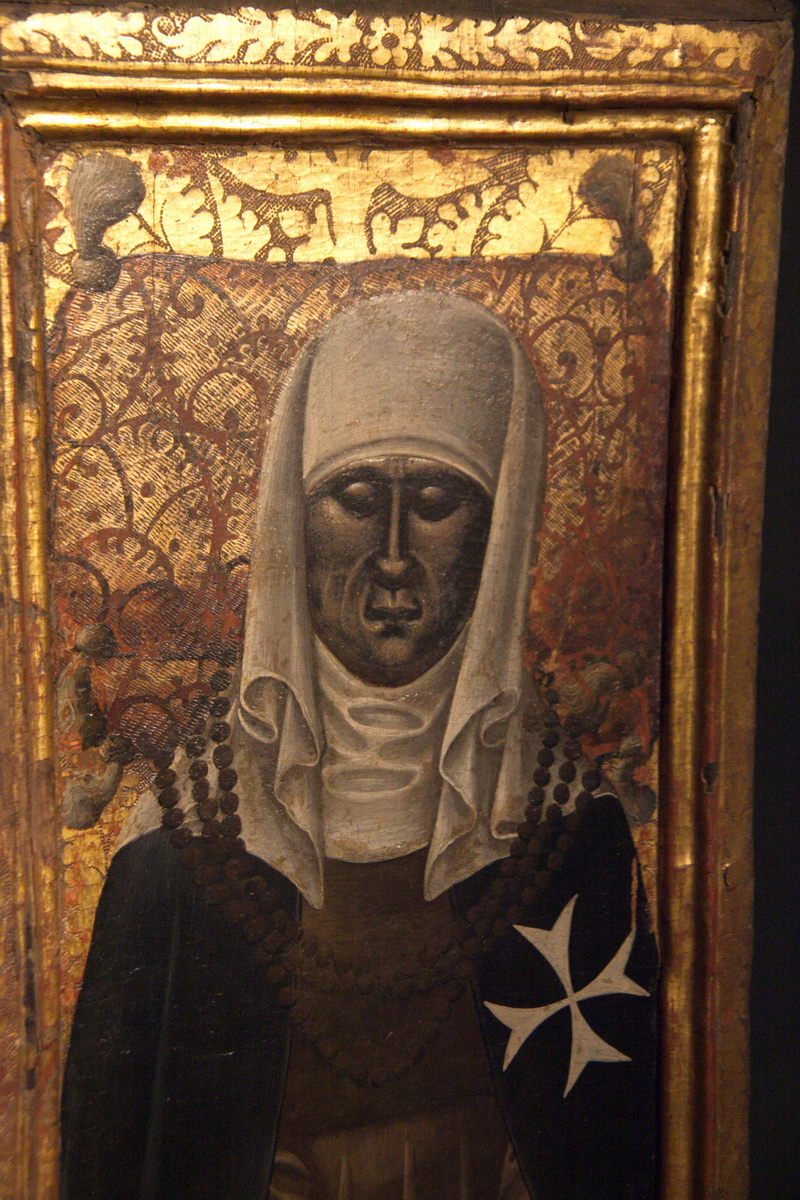
Изабелла Арагонская

В этой статье представлен список известных людей, умерших в 1424 году.
См. также: Категория:Умершие в 1424 году

## Январь
- 4 января — Муцио Аттендоло по прозвищу «Сфо́рца» («Сильный») (54)  — итальянский кондотьер, основатель династии Сфорца; утонул при форсировании реки Пескары в одной из битв с Браччо да Монтоне.

## Март
- 31 марта — Зигфрид Ландер фон Шпонхейм — магистр Ливонского ордена (1415—1424).

## Апрель
- 16 апреля — Конрад IV — титулярный граф Фрейбурга-ин-Брейсгау, граф Невшателя (с 1395).

## Май
- 10 мая — Император Го-Камэяма — 99-й император Японии и 4-й (последний) император Южной династии (1383—1392); отрёкся от престола.

## Июнь
- 5 июня — Браччо да Монтоне (55) — итальянский кондотьер, первый граф Монтоне (1414—1424), сеньор Перуджи (1416—1424), коннетабль Неаполитанского королевства, князь Капуи, граф Фоджи (1421—1424); скончался от ран полученных в битве.
- 10 июня — Эрнст Железный — герцог Внутренней Австрии ( 1404—1424)
- 16 июня — Иоганн VI Амбунди — немецкий церковный деятель, епископ Кура (1416—1418), архиепископ Риги (1418—1424).
- 20 июня — Филипп ле Диспенсер — английский аристократ, 2-й барон ле Диспенсер пятой креации (с 1401).

## Июль
- 1 июля — Грегорио ди Чекко — итальянский художник сиенской школы.
- 24 июля — Умберт VII де Туар-Виллар — последний представитель рода, сир де Туар и де Виллар (с 1372).

## Август
- 12 августа — Юнлэ (Чжу Ди) (64) — 3-й император Китая династии Мин (1402—1424).
- 17 августа:
  - Гильом II де Лара — виконт де Нарбонн (1397—1423) (последний из дома де Лара), последний судья юдикат Арбореа (1407—1419), французский военачальник времён Столетней войны; погиб в сражении при Вернее;
  - Арчибальд Дуглас («Неудачник») — шотландский барон, граф Дуглас (1400—1424), герцог Туренский (1424); погиб в сражении при Вернее;
  - Жан VIII д’Аркур (28) — титулярный 5-й граф д’Аркур и 5-й д’Омаль, граф де Мортен, виконт де Шательро, французский военачальник; погиб в сражении при Вернее;
  - Джон Стюарт — граф Бьюкен (Бухан) (с 1406) и Росса (с 1415), шотландский военачальник в период Столетней войны, коннетабль Франции (с 1421); погиб в сражении при Вернее.

## Сентябрь
- 17 сентября — Екатерина Кастильская (1) — дочь короля Кастилии Хуана II, принцесса Астурийская (1423—1424) и наследница трона Кастилии на протяжении всей своей жизни.

## Октябрь
- 11 октября — Ян Жижка — чешский полководец, вождь гуситов, национальный герой чешского народа; скончался от чумы.

## Дата неизвестна или требует уточнения
- Абдул-Карим аль-Джили — исламский мыслитель, знаменитый суфий, последователь учений крупнейшего представителя суфизма Ибн Араби
- Жанна II Овернская — дочь Жана II Овернского, Герцогиня-консорт Беррийская (1389—1416), вторая жена Жана I Великолепного, графиня Оверни и Булони (1404—1424), графиня-консорт де Гин (1416—1424), жена Жоржа де Ла Тремуя.
- Жорди де Сан-Жорди — каталонский куртуазный поэт, литератор, рыцарь, представитель Валенсийского золотого века[кат.].
- Изабелла Арагонская — младшая дочь короля Арагона Педро IV, последняя графиня-консорт Урхельская (1407—1413), жена Хайме II Несчастливого.
- Миколай из Пыздры — польский философ, теолог, профессор, доктор наук, один из профессоров-основателей и ректор (1406—1407) Краковского (Ягеллонского) университета.
- Савджи — правитель бейлика Алайе (1403—1424)
- Ян II Железный — князь Ратиборско-крновский (1380/1382 — 1424), высочайший гофмейстер Чешского королевства (1397).